# Маслов Олександр Васильович
Олександр Васильович Маслов (20 серпня 1949, станиця Убєженська, тепер Успенського району Краснодарського краю, Російська Федерація) — радянський партійний і державний діяч, 1-й секретар Краснодарського крайкому КПРС (1990—1991).

## Біографія
З 1966 року — шофер, головний спеціаліст колгоспу Новокубанського району Краснодарського краю.
У 1972 році закінчив Кубанський сільськогосподарський інститут.
Член КПРС з 1975 року.
У 1975—1987 роках — на комсомольській та партійній роботі: 1-й секретар Краснодарського крайового комітету ВЛКСМ; інструктор Краснодарського крайового комітету КПРС; 1-й секретар Тимашевського районного комітету КПРС Краснодарського краю.
У 1987—1988 роках — інструктор відділу партійного будівництва і кадрової роботи ЦК КПРС у Москві. У 1988 році закінчив Академію суспільних наук при ЦК КПРС.
У 1988—1990 роках — відповідальний організатор відділу партійного будівництва і кадрової роботи ЦК КПРС.
4 серпня 1990 — серпень 1991 року — 1-й секретар Краснодарського крайового комітету КПРС.